# Valuta
Valuta je riječ talijanskog porijekla koja označava novčanu jedinicu neke zemlje (sredstvo plaćanja u toj zemlji). Valuta Republike Hrvatske zove se euro, te ona je valuta u Europskoj uniji itd.
Svaka valuta ima svoje ime, nominalnu strukturu, jasna pravila izdavanja. Valuta se dijeli na konvertibilnu i nekonvertibilnu. Valuta se također može podijeliti u dva sustava: robni i fiatov novac. Za robni novac to su državne ili bankarske rezerve metala, za fiatov novac to je gospodarstvo u cjelini.
Po definiciji, valuta mora biti stvarno sredstvo plaćanja, čak i kod nebankarskih tekućih plaćanja. Ako ne ispunjava ovaj uvjet, samo je nazivnik koji određuje količinu, veličinu obveze. To je bila, na primjer Europska novčana jedinica. Sva imovina denominirana u određenoj valuti, tj. ne samo novčanice i kovanice, već i putnički čekovi, tekući računi i ostalo, moraju biti međusobno prenosive ako su ispunjeni zakonski uvjeti.

## Poveznice
- Popis valuta
- Popis valuta po državama
- Valutna klauzula

## Vanjske poveznice
- Convertworld.com
- Agram Brokeri d.d.